# 常盤山小平治 (1826年生)
常盤山 小平治（ときわやま こへいじ、1826年〈文政9年〉 - 1869年10月2日〈明治2年8月27日〉）は、現在の長崎県南島原市（旧・肥前国高来郡）出身の大相撲力士。本名、身長、体重は不明。最高位は西関脇。常盤山部屋及び玉垣部屋に所属した。鷲ヶ濱音右エ門の岳父に当たる。

## 人物
1851年4月から1852年閏2月までは八戸藩、1852年11月以降は島原藩のお抱えだった。岳父が自殺して嫌疑を受けたので脱藩したが、途中で参勤行列と出合い、運良く同郷の者が居たので一行に加えてくれるように頼み、怪力を買われて駕籠担ぎとして加わった。江戸に出てからは仲間として働いていたが怪力を見出され、勧誘されて入門した。
1846年3月初土俵（序ノ口）。1853年11月東二段目9枚目にあがり、現在でいう十枚目昇進を果たす。1856年11月新入幕。幕内に入っても順調に白星を重ね、1860年11月新三役（西小結）に昇進した。そこから9年・18場所連続に渡って三役を務め、強豪力士として鳴らした。堅太りの小兵で、巧い取り口だったと伝わる。1862年3月に関脇に昇進。雲龍久吉に強く、実力大関だったが、番付運が頗る悪く遂に大関昇進は叶わなかった。1866年11月に8代常盤山を襲名し、二枚鑑札となった。1869年8月27日に現役中のまま死去。44歳だった。
幕内通算26場所 99勝33敗93休13分5預の成績を残した。優勝相当成績2回（幕内1回〈1865年2月。全勝だった。〉十両1回〈1853年11月〉）の好成績を残している。
酒豪で物事に無頓着であり、常に文無しだった。「裸関取」というあだ名もあった。
改名歴は2回ある：簑島 邦五郎 → 鷲ヶ濱 音右エ門 → 常盤山 小平治